# Brock Peters
Brock Peters (2. července 1927 New York, New York – 23. srpna 2005 Los Angeles, Kalifornie), vlastním jménem George Fisher, byl americký herec.
Jeho filmovým debutem se stal snímek Carmen Jones (1954), více známý se stal až díky filmům Jako zabít ptáčka a Pokoj ve tvaru L (oba 1962). Hrál též v několika filmech s Charltonem Hestonem jako Major Dundee (1965), Soylent Green (1973) a Odpočítávání smrti (1976). Objevil se v původním seriálu Battlestar Galactica (1978–1979). V rozhlasové adaptaci původní trilogie Star Wars (1981, 1983 a 1996) na stanici National Public Radio propůjčil svůj hlas Darthu Vaderovi. V roce 1986 obdržel první roli ve světě Star Treku: hrál admirála Flotily Cartwrighta ve snímku Star Trek IV: Cesta domů, přičemž tuto postavu si zopakoval také ve filmu Star Trek VI: Neobjevená země (1991). V šesti epizodách (1996–1998) seriálu Star Trek: Stanice Deep Space Nine ztvárnil postavu Josepha Siska, otce Benjamina Siska, velitele vesmírné stanice Deep Space Nine. V roce 2005 hostoval také v poslední sezóně seriálu JAG.
Zemřel ve věku 78 let na rakovinu slinivky břišní.